# (10888) Yamatano-orochi
(10888) Yamatano-orochi (1996 XT30) – planetoida z grupy pasa głównego asteroid okrążająca Słońce w ciągu 5,67 lat w średniej odległości 3,18 j.a. Odkryta 6 grudnia 1996 roku.